# Nicola Marangon
Nicola Marangon (Venezia, 14 aprile 1971) è un allenatore di calcio ed ex calciatore italiano, di ruolo difensore.

## Caratteristiche tecniche
Poteva essere impiegato come terzino destro o come laterale destro.

## Carriera

### Calciatore
Nel 1990, dopo una stagione al Bologna, si è trasferito prima a Brescia (in Serie B) e poi all'Ospitaletto (in Serie C2). Ha militato nelle file dell'Ospitaletto per due stagioni, totalizzando 61 presenze e 4 reti. Nel 1992 è tornato al Brescia. La seconda esperienza nel club bresciano è durata tre stagioni, durante le quali ha totalizzato 53 presenze. Nel 1995 si è trasferito al Verona. Dopo una sola stagione e 28 presenze con il club scaligero, nel 1996 è passato al Venezia, club della propria città natale. Ha militato nelle file del Venezia per quattro stagioni (due in Serie B e due in Serie A). È stato il primo calciatore veneziano a militare nelle file del Venezia in Serie A. Dopo quattro stagioni nelle file del club lagunare, nella stagione 2000-2001 ha militato nelle file del Treviso, totalizzando 14 presenze. Ha concluso la propria carriera da calciatore nel 2003, dopo due stagioni al Mestre.

### Allenatore
Nella stagione 2009-2010 è stato vice del tecnico Paolo Favaretto al Venezia. Nell'aprile 2011 è tornato al Venezia, come vice del tecnico Gianluca Luppi. Tra il 2012 e il 2014 è stato tecnico dei giovanissimi nazionali del Padova. Nel 2014 è tornato al Venezia, assumendo il ruolo di tecnico dei giovanissimi nazionali del Venezia. Nel 2017 ha allenato la formazione Under-17 del club lagunare. Nel giugno 2018 è diventato tecnico della formazione Primavera del club lagunare. Dopo tre stagioni alla guida della formazione Primavera, nel 2021 è tornato a guidare la formazione Under-17 del club lagunare. Il 4 agosto 2022 è diventato tecnico della Robeganese Salzano, club militante in Eccellenza. Ha mantenuto l'incarico fino al termine della stagione.

## Statistiche

### Presenze e reti nei club
| Stagione           | Squadra            | Campionato         | Campionato | Campionato | Coppe nazionali | Coppe nazionali | Coppe nazionali | Coppe continentali | Coppe continentali | Coppe continentali | Altre coppe | Altre coppe | Altre coppe | Totale | Totale | Totale |
| Stagione           | Squadra            | Comp               | Pres       | Reti       | Comp            | Pres            | Reti            | Comp               | Pres               | Reti               | Comp        | Pres        | Reti        | Pres   | Reti   |        |
| ------------------ | ------------------ | ------------------ | ---------- | ---------- | --------------- | --------------- | --------------- | ------------------ | ------------------ | ------------------ | ----------- | ----------- | ----------- | ------ | ------ | ------ |
| 1989-1990          | Bologna            | A                  | 3          | 0          | CI              | 0               | 0               | -                  | -                  | -                  | -           | -           | -           | 3      | 0      |        |
| set.-nov. 1990     | Brescia            | B                  | 2          | 0          | CI              | 2               | 0               | -                  | -                  | -                  | -           | -           | -           | 4      | 0      |        |
| nov. 1990-1992     | Ospitaletto        | C2                 | 23+4       | 0+0        | CI              | ?               | ?               | -                  | -                  | -                  | -           | -           | -           | 27+    | 0+     |        |
| 1991-1992          | Ospitaletto        | C2                 | 34         | 4          | CI              | ?               | ?               | -                  | -                  | -                  | -           | -           | -           | 34+    | 4+     |        |
| Totale Ospitaletto | Totale Ospitaletto | Totale Ospitaletto | 61         | 4          |                 | ?               | ?               |                    | -                  | -                  |             | -           | -           | 61+    | 4+     |        |
| 1992-1993          | Brescia            | A                  | 8+1        | 0+0        | CI              | 2               | 0               | -                  | -                  | -                  | -           | -           | -           | 11     | 0      |        |
| 1993-1994          | Brescia            | B                  | 27         | 0          | CI              | 3               | 1               | -                  | -                  | -                  | CAI         | 1+          | 0+          | 31+    | 1+     |        |
| 1994-1995          | Brescia            | B                  | 17         | 0          | CI              | 0               | 1               | -                  | -                  | -                  | -           | -           | -           | 30     | 1      |        |
| Totale Brescia     | Totale Brescia     | Totale Brescia     | 53         | 0          |                 | 5               | 1               |                    | -                  | -                  |             | -           | -           | 58     | 1      |        |
| 1995-1996          | Verona             | B                  | 28         | 0          | CI              | 1               | 0               | -                  | -                  | -                  | -           | -           | -           | 29     | 0      |        |
| 1996-1997          | Venezia            | B                  | 25         | 0          | CI              | 1               | 0               | -                  | -                  | -                  | -           | -           | -           | 26     | 0      |        |
| 1997-1998          | Venezia            | B                  | 32         | 1          | CI              | 2               | 1               | -                  | -                  | -                  | -           | -           | -           | 34     | 2      |        |
| 1998-1999          | Venezia            | A                  | 21         | 0          | CI              | 2               | 0               | -                  | -                  | -                  | -           | -           | -           | 23     | 0      |        |
| 1999-2000          | Venezia            | A                  | 8          | 0          | CI              | 4               | 0               | -                  | -                  | -                  | -           | -           | -           | 12     | 0      |        |
| giu.-ago. 2000     | Venezia            | B                  | 0          | 0          | CI              | 1               | 0               | -                  | -                  | -                  | -           | -           | -           | 1      | 0      |        |
| Totale Venezia     | Totale Venezia     | Totale Venezia     | 86         | 1          |                 | 10              | 1               |                    | -                  | -                  |             | -           | -           | 96     | 2      |        |
| ago. 2000-2001     | Treviso            | B                  | 14         | 0          | CI              | 0               | 0               | -                  | -                  | -                  | -           | -           | -           | 14     | 0      |        |
| 2001-2002          | Mestre             | C2                 | 20         | 1          | CISC            | ?               | ?               | -                  | -                  | -                  | -           | -           | -           | 20+    | 1+     |        |
| 2002-2003          | Mestre             | C2                 | 8          | 0          | CISC            | ?               | ?               | -                  | -                  | -                  | -           | -           | -           | 8+     | 0+     |        |
| Totale Mestre      | Totale Mestre      | Totale Mestre      | 28         | 1          |                 | ?               | ?               |                    | -                  | -                  |             | -           | -           | 28+    | 1+     |        |
| Totale carriera    | Totale carriera    | Totale carriera    | 275        | 6          |                 | 18+             | 2+              |                    | -                  | -                  |             | 1+          | 0+          | 294+   | 8+     |        |

## Palmarès

### Club

#### Competizioni internazionali
- Coppa Anglo-Italiana: 1

Brescia: 1993-1994